# Halogénoalcane
Les halogénoalcanes ou halogénures d'alkyle sont une sous famille des hydrocarbures halogénés ; ce sont les dérivés halogénés des alcanes. Parmi eux, on trouve notamment les CFC (chlorofluorocarbures), les HFC (hydrofluorocarbures) et des chloroalcanes C10-C13 considérés comme cancérigènes (substances dangereuses à éliminer des rejets d’ici 2020 pour la directive cadre sur l'eau).

## Généralités
Les halogénoalcanes sont des alcanes dont un ou plusieurs atomes d'hydrogène sont remplacés par des atomes d'halogène. 
Un halogénoalcane peut être mono ou polysubstitué, ou encore complètement halogéné :
- il est dit monosubstitué quand il ne comporte qu'un seul atome halogène, et donc que l'on a remplacé uniquement un atome d'hydrogène dans la molécule alcane de départ ;
- il est dit polysubstitué s'il comporte au moins deux atomes d’halogènes, substituant les atomes d’hydrogène ;
- il est dit complètement halogéné (Fully Halogene en anglais) si tous les atomes d'hydrogène ont été substitués par des atomes d'halogène. C'est le cas par exemple des chlorofluorocarbures (CFC) ou des bromofluorocarbures (BFC).

Certaines familles d'halogénoalcanes ne comportent qu'un seul type d'halogène : c’est le cas des hydrofluorocarbures (HFC) qui ne comportent que du fluor. D'autres comportent plusieurs types d'halogènes comme les chlorofluorocarbures (CFC), les hydrochlorofluorocarbures (HCFC) (chlore et fluor) ou les bromofluorocarbures (BFC) (brome et fluor).

## Typologie
En fonction du degré de substitution et de la nature des halogènes présents, on classe les halogénoalcanes en différentes familles :
- les hydrofluorocarbures (HFC), alcanes partiellement substitués par du fluor ;
- les hydrochlorofluorocarbures (HCFC), alcanes partiellement substitués par du chlore et du fluor ;
- les chlorofluorocarbures (CFC), alcanes totalement substitués par du chlore et du fluor ;
- les hydrobromofluorocarbures (HBFC), alcanes partiellement substitués par du brome et du fluor ;
- les bromofluorocarbures (BFC), alcanes totalement substitués par du brome et du fluor.

### Gaz fluorés

#### Hydrofluorocarbures (HFC)
Les hydrofluorocarbures (HFC) sont des composés halogénés gazeux de la famille des fluorocarbures (FC).  Ces gaz fluorés sont composés d’atomes de carbone, de fluor et d’hydrogène.
On les utilise notamment dans les systèmes de réfrigération, dans les aérosols et les mousses isolantes.  Ces gaz sont tous d’origine synthétique.

#### Chlorofluorocarbures (CFC)
Les chlorofluorocarbures ou CFC sont une des sous-classes des gaz fluorés. Il s'agit d'alcanes halogénés, ou tous les atomes d'hydrogène ont été substitués par des atomes de chlore et de fluor.
Ces composés, en raison de leurs propriétés (ininflammables, stables voire inertes, peu couteux) ont été très largement utilisés dans l'industrie (gaz propulseurs, liquides frigorifiques, solvants industriels, etc.) jusqu'à la découverte de leur rôle dans la destruction de la couche d'ozone.

## Nomenclatures

### Nomenclature IUPAC
La nomenclature de l'Union internationale de chimie pure et appliquée (IUPAC) consiste à ajouter le préfixe de l'halogène sur le nom de l'alcane. Ainsi, l'éthane avec un atome de brome est le bromoéthane, le méthane avec quatre atomes de chlore est le tétrachlorométhane.

### Nomenclature des réfrigérants
Les halogénoalcanes utilisés en tant que fluides frigorigène sont dénommés selon la norme 34-1992 de l'ANSI/ASHRAE approuvée par l'IUPAC. Le 1,1-dichloro-1-fluoroéthane C2H3Cl2F est ainsi noté HCFC-141b ou R-141b.

### Nomenclature halon
La nomenclature halon est un autre système de dénomination les halogénoalcanes, pratique lorsque celui-ci comporte les trois halogènes les plus fréquents, fluor, chlore et brome, et éventuellement de l'iode. Elle se compose d'un code de quatre ou cinq chiffres, précédés par la mention halon. Ces chiffres donnent successivement les nombres d'atomes de carbone, de fluor, de chlore, de brome et, le cas échéant, d'iode. Par différence entre le nombre d'atomes d'halogène et le nombre d'atomes d'hydrogène dans l'alcane de base (2n+2, n étant le nombre de carbone), on obtient le nombre d'atomes d'hydrogène.
Ainsi, l'halon 1211 comporte 1 atome de carbone, 2 atomes de fluor, 1 atome de chlore, 1 atome de brome. Il s'agit donc du bromochlorodifluorométhane.

## Synthèse
Les molécules appartenant à la famille des halogénoalcanes résultent de la réaction de substitution d'un ou de plusieurs atomes d’hydrogène avec d'autre(s) atome(s) appartenant à la famille des halogènes dans des molécules de la famille des alcanes.